# Ein Arzt für alle Fälle
Ein Arzt für alle Fälle ist ein US-amerikanisches Filmdrama aus dem Jahr 1935 von George B. Seitz mit Chester Morris und Robert Taylor in den Hauptrollen. Das Drehbuch basiert auf dem Bühnenstück The Harbor von Theodore Reeves.

## Handlung
Im Metropolitan Hospital wetteifern die Ärzte Dr. Morgan und Dr. Ellis um die Aufmerksamkeit der Krankenschwester Madge Wilson. Eines Tages wird Frank Snowden, Sohn des wohlhabenden und einflussreichen Harris Snowden, mit einer akuten Blinddarmentzündung eingeliefert, die eine sofortige Operation erfordert. Harris besteht darauf, darauf zu warten, dass Dr. Harvey, ihr Hausarzt, eintrifft und seine Meinung zu der Angelegenheit äußert, doch Dr. Morgan führt die dringende Operation durch, nachdem er schnell die Zustimmung von Franks Frau eingeholt hat. Als Dr. Morgan vom Oberarzt Dr. Waverly dafür gerügt wird, dass er Dr. Harveys Patienten ohne Absprache übernommen und behandelt hat und deswegen entlassen wird, kritisiert er wütend das unethische Verhalten von Waverly und Harvey und wirft beiden vor, nur den Launen der Reichen zu dienen und die medizinische Grundversorgung für Kranke und Verletzte zu behindern. 
Eine der wohlhabendsten Patientinnen des Metropolitan Hospitals ist die chronisch einsame Mrs. Crane, die, nachdem sie von der Entlassung des jungen Arztes erfahren hat, ihren Einfluss nutzt, um seine Wiedereinstellung zu erreichen. Währenddessen treffen zwei Reporter im Krankenhaus ein und warten auf die bevorstehende Ankunft des Gangsters Butch McCarthy, der für einen Tag aus dem Gefängnis entlassen wurde, um seine im Krankenhaus befindliche Mutter zu besuchen. Die Reporter versuchen herauszufinden, wie Waverly den Besuch des Betrügers geheim halten will, insbesondere wenn man bedenkt, dass sich der Polizist Harrigan, der wegen der Schusswunden von Butchs Waffe behandelt wird, auf derselben Etage befindet. Dr. Morgan vereitelt die Pläne von Madge und Dr. Ellis für eine Verabredung, als er aufgrund von Personalmangel Ellis anweisen muss, im Krankenhaus zu bleiben. Der eifrige Dr. Ellis macht Madge einen Heiratsantrag, aber sie erzählt ihm, dass sie in Dr. Morgan verliebt ist. 
Als Dr. Morgan erfährt, dass seine Wiedereinstellung nicht auf seine eigenen Verdienste als Arzt, sondern auf Mrs. Cranes Fürsprache zurückzuführen ist, beschließt er, das Krankenhaus zu verlassen, um seine Selbstachtung zu retten. Mrs. Crane möchte, dass Dr. Morgan ihr Arzt wird, deshalb bietet sie ihm an, eine Privatpraxis für ihn einzurichten und ihn im Geschäft zu halten, indem sie ihre reichen Freunde zu ihm schickt. Da Dr. Morgan keine andere Alternative sieht, nimmt er das Angebot an, doch als Madge von seiner Entscheidung erfährt und glaubt, dass er aus Gier und nicht aus Selbstachtung gehandelt hat, weist sie ihn zurück und willigt ein, Dr. Ellis zu heiraten. 
In Begleitung der Polizei wird Butch McCarthy an das Bett der Frau gebracht, die angeblich seine Mutter ist, doch als ihm die Handschellen abgenommen werden, schnappt er sich die Waffe, die von der falschen Patientin eingeschmuggelt wurde, und geht auf Harrigan los. Nachdem Dr. Morgan von dem Sträfling niedergeschossen wird, während er versucht, ihn aufzuhalten, gelingt es Harrigans Frau, den Mord an ihrem Mann zu verhindern, indem sie Butch erschießt. Dr. Morgan wird zum Operationstisch gebracht, wo sich herausstellt, dass die Art seiner Schusswunde so schwerwiegend ist, dass jede Hoffnung auf seine Genesung aufgegeben wird. Dr. Morgan bittet Dr. Ellis jedoch, eine Operationsmethode durchzuführen, die nur sie im Krankenhaus studiert haben. Dr. Ellis stimmt zu und unter Dr. Morgans Anleitung beginnt die riskante Operation. Während des Eingriffs teilt Dr. Morgan Madge mit, dass er das Angebot von Mrs. Crane noch einmal überdacht und abgelehnt habe. Als die Operation erfolgreich endet, besteht Dr. Ellis darauf, dass Dr. Morgan Madge bittet, ihn zu heiraten, und sie akzeptiert.

## Hintergrund
Gedreht wurde der Film vom 26. November bis Mitte Dezember 1934 in den MGM-Studios in Culver City.
Der Film war Robert Taylors erste Hauptrolle für MGM. Laut einer Meldung vor dem Start der Produktion wurde Clark Gable ursprünglich als Star des Films angekündigt. In einer Vorabmeldung der Personalabteilung wurde darauf hingewiesen, dass Virginia Bruce die weibliche Hauptrolle bekam, nachdem Fay Wray ihrerseits abgesprungen war.
Cedric Gibbons oblag die künstlerische Leitung, ihm wurde dabei von Howard Campbell und Edwin B. Willis assistiert. Verantwortlicher Toningenieur war Douglas Shearer. 

## Veröffentlichung
Die Premiere des Films fand am 3. Februar 1935 in New York statt. In der Bundesrepublik Deutschland wurde er am 6. September 2001 im deutschen Fernsehen ausgestrahlt.

## Kritiken
Andre Sennwald von der The New York Times befand, der Film schaffe es, in seiner komisch-dramatischen Beschreibung des kaleidoskopischen Lebens in einem Großstadtkrankenhaus selbst bei größter Ernsthaftigkeit ein wenig gefälscht zu wirken. Er werde in makellosem Weiß und mit einem angemessenen Sinn für Glamour und Adel von Chester Morris, Virginia Bruce und einem vielversprechenden Newcomer, Robert Taylor, gespielt.
Das Lexikon des internationalen Films schrieb: „Veraltetes Melodram, das eigentlich die Karriere des Hauptdarstellers Chester Morris fördern sollte, jedoch zum Durchbruch für Robert Taylor wurde.“
Die Filmzeitschrift Cinema befand: „Recht steril, aber der junge Taylor eroberte sich eine große Fangemeinde und spielte fortan keine Nebenrollen mehr.“